# Patricia González Avellán
Patricia Lucía Alexandra González Avellán (Guayaquil, 15 de mayo de 1943) es una cantante ecuatoriana de música folclórica y boleros. En 2022 recibió el máximo galardón de cultura del Ecuador.

## Biografía
Nació en Guayaquil en 1943. Inició su carrera profesional en 1970 cuando se presentó en el Teatro 9 de Octubre de su ciudad natal junto al cantante cubano Rolando Laserie. Sus primeras grabaciones fueron de boleros escritos por Alberto Cortez, Chico Novarro y Rafael Solano . A lo largo de los años, ha grabado más de 40 álbumes de música  que incluyen 20 LP.
A finales de julio de 2021 la Empresa Pública Municipal de Turismo, Promoción Cívica y Relaciones Internacionales de Guayaquil organizó un concierto musical para celebrar sus cincuenta años de canto. La velada fue retransmitida e incluyó invitados especiales y ella cantó a dúo con otros cantantes destacados.
El 9 de agosto de 2022 recibió el Premio Eugenio Espejo de cultura de manos del Presidente del Ecuador en el Palacio de Carondelet. Ese año hubo tres ganadores, pero los otros dos premios fueron de literatura o ciencia. El premio se otorga anualmente y este fue el trigésimo año. Su premio reconoció sus 52 años de entretenimiento. Le dieron una medalla, 10.000 dólares y una pensión vitalicia fijada en cinco veces el salario medio nacional.
En octubre de 2002 fue nuevamente reconocida con un premio por el presidente de la Asamblea Nacional, Virgilio Saquicela, cuando la asamblea se reunió insólitamente en Guayaquil para celebrar los 202 años de la independencia del Ecuador.